# Stathmopoda acontias
Stathmopoda acontias är en fjärilsart som beskrevs av Edward Meyrick 1897. Stathmopoda acontias ingår i släktet Stathmopoda och familjen signalmalar. Inga underarter finns listade i Catalogue of Life.